# 福連里
福連里為台灣新北市貢寮區轄下之里，面積10.4960平方公里。是臺灣本島地理位置最東端的村里，其境內東側的三貂角為臺灣本島最東點:1593-1599

## 历史
“福連”一名在土屋重雄於1897年出版的《臺灣事情一班》中就有记载，当地本名“卯澳”，来源于当地如象鼻延伸入海的陆地形状，而台湾光复后，中華民國政府将当地定名为福連村。2010年12月25日，因臺北縣升格为新北市，福連村也同步改制为福連里。

## 範圍
福連街、香蘭街、馬崗街、福興街、蓬萊街。

## 設施
福连里有建於清朝道光十二年（1832年）的利洋宮，主祀魚籃觀音，以及忠聖宮等宫庙。卯澳漁港旁还有具凱達格蘭族特色的卯澳吳家樓仔厝，已经名列新北市歷史建築。臺二線公路沿北海岸穿越福连里，并在境域南部进入宜兰县头城镇。